# Calonne-Ricouart
Calonne-Ricouart is een gemeente in het Franse departement Pas-de-Calais (regio Hauts-de-France). De plaats maakt deel uit van het arrondissement Béthune. In de gemeente ligt spoorwegstation Calonne-Ricouart. Calonne-Ricouart telde op 1 januari 2022 5.416 inwoners.

## Geografie
De oppervlakte van Calonne-Ricouart bedroeg op 1 januari 2022 4,61 vierkante kilometer; de bevolkingsdichtheid was toen 1.174,8 inwoners per km².

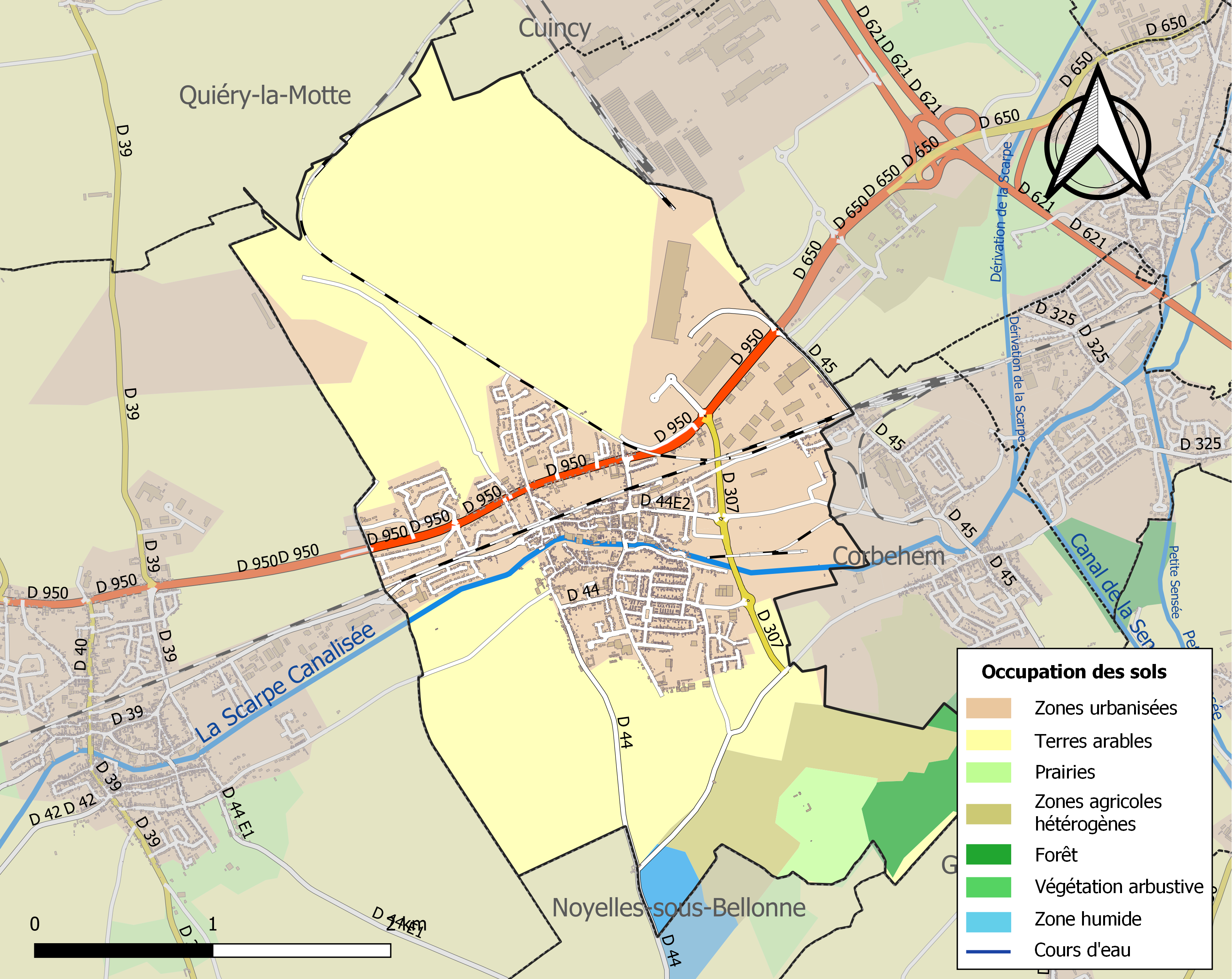
Kaart van de gemeente met belangrijkste infrastructuur, bodemgebruik en omliggende gemeenten

## Demografie
Onderstaande figuur toont het verloop van het inwonertal (bron: INSEE-tellingen).